# Laurona
Laurona— испанская компания, выпускающая ружья. Компания была основана в 1941 году в городе Эйбар. В 1964 году компания впервые начала выпускать двухствольные ружья с вертикальным расположением стволов. В 1971 году компания обновила своё оборудование, а в 1972 году ввела новый метод антикоррозийной защиты с помощью чёрного хромового покрытия. В 1983 году компания Laurona получила награду от американской организации оружейников за нестандартный спусковой механизм двойного действия. C 1994 года компания называется «Армас Эйбар SAL лаурона».